# Hyptia pinarensis
Hyptia pinarensis är en stekelart som beskrevs av Alayo 1972. Hyptia pinarensis ingår i släktet Hyptia och familjen hungersteklar. Inga underarter finns listade i Catalogue of Life.